# Rockstar India
Rockstar India — компания-разработчик компьютерных игр, расположенная в Бангалоре, штат Карнатака, Индия. Является подразделением Rockstar Games и была открыта в начале августа 2016 года. Студией была поглощена также индийская Dhruva Interactive в мае 2019 года.
Перед официальной известностью в качестве подразделения Rockstar Games, компания работала над такими играми как: Red Dead Redemption, L.A. Noire, Max Payne 3 и Grand Theft Auto V.

## Игры
- Red Dead Redemption 2 (2018) (PS4, Xbox One, PC)